# Thizy, Yonne
Thizy är en kommun i departementet Yonne i regionen Bourgogne-Franche-Comté i norra Frankrike. Kommunen ligger i kantonen Guillon som tillhör arrondissementet Avallon. År 2022 hade Thizy 184 invånare.

## Befolkningsutveckling
Antalet invånare i kommunen Thizy
| Referens: INSEE |